# أندريه نوبل
أندريه نوبل هو ممثل كندي، ولد في 21 فبراير 1979 في كندا، وتوفي بنفس المكان في 30 يوليو 2004.

## وصلات خارجية
- أندريه نوبل على موقع IMDb (الإنجليزية)
- أندريه نوبل على موقع قاعدة بيانات الفيلم (الإنجليزية)